# پورت سودان
پورت سودان (عربی: بور سودان‎، ت. «Būr Sūdān», زبان بجه: Bar'uut) یک شهر بندری در کرانهٔ دریای سرخ در شرق سودان و مرکز ایالت دریای سرخ این کشور است. پورت سودان بندر اصلی سودان و منبع ۹۰ درصد از تجارت بین‌المللی این کشور است. جمعیت پورت سودان بر اساس سرشماری سال ۲۰۰۸ سودان، ۳۹۴٬۵۶۱ نفر تخمین زده شده است.
پورت سودان از لحاظ تاریخی مرکز فعالیت‌های تجاری، به‌ویژه در صنعت حمل‌ونقل دریایی بوده است. در طول جنگ داخلی سودان (۲۰۲۳–اکنون), دولت نظامی سودان به دلیل نبرد خارطوم در خارطوم، پایتخت کشور، به‌طور عمده به پورت سودان منتقل شد و این شهر به‌عنوان پایتخت دفاکتو کشور توصیف شده است. پورت سودان همچنین به پناهگاهی برای مهاجرت اجباری داخلی در سودان تبدیل شده است.

## تاریخچه

### تأسیس و تاریخچه اولیه
پورت سودان بین سال‌های ۱۹۰۵ تا ۱۹۰۹ توسط اداره سودان مصر و بریتانیا برای جایگزینی سواکن، بندر تاریخی عربی که با صخره‌های مرجانی مسدود شده بود، ساخته شد. در سال ۱۹۷۷، یک خط لوله نفت بین این بندر و خارطوم ساخته شد.

### اوایل قرن ۲۱
در سال ۲۰۰۹، گزارش شد که اسرائیل از نیروهای تکاور دریایی برای حمله به کشتی‌های تسلیحاتی ایران در بندر پورت سودان به‌عنوان بخشی از حمله هوایی سودان ۲۰۰۹ استفاده کرده است. در سال ۲۰۲۰، ولادیمیر پوتین، رئیس‌جمهور روسیه، اعلام کرد که نیروی دریایی روسیه ساخت یک پایگاه دریایی با ظرفیت ۳۰۰ پرسنل و چهار کشتی جنگی در پورت سودان را آغاز خواهد کرد. این تأسیسات به روسیه اجازه می‌داد که به مدت حداقل ۲۵ سال یک پایگاه دریایی در این کشور داشته باشد. این طرح در نهایت به حالت تعلیق درآمد، اما رهبران سودان اعلام کرده‌اند که احتمال از سرگیری این ساخت‌وساز در آینده وجود دارد.
در سال ۲۰۱۶، گزارش شد که ساکنان پورت سودان با مشکل کمبود آب مواجه هستند. پس از کودتای اکتبر ۲۰۲۱ سودان، شورای قبیله‌ای مردم بجه یک محاصره یک‌هفته‌ای بر بندرهای شهر برقرار کرد. پس از مذاکره با مقامات نظامی، این محاصره لغو شد.

### جنگ سودان ۲۰۲۳
در جریان جنگ داخلی سودان، پورت سودان به‌عنوان یکی از مقاصد اصلی و پناهگاهی برای مهاجرت اجباری داخلی که از جنگ در دیگر نقاط کشور می‌گریزند، ظاهر شده است. گفته می‌شود پناهجویان داخلی در این شهر با موج گرما و کمبود غذا و آب مواجه هستند.
تا اواخر اکتبر ۲۰۲۳، رویترز گزارش داد که نیروهای پشتیبانی سریع (سودان) (RSF) بیشتر مناطق خارطوم را تحت کنترل خود درآورده‌اند، که این امر باعث شد دولت به رهبری عبدالفتاح البرهان، تا حد زیادی به پورت سودان منتقل شود. ژنرال عبدالفتاح البرهان، رهبر نیروهای مسلح سودان، «تهدید کرد که کابینه‌ای در شهر پورت سودان در کنار دریای سرخ تشکیل خواهد داد، با هدف ایجاد یک پایتخت جایگزین یا دوم.» محمد حمدان دقلو، رهبر نیروهای پشتیبانی سریع (RSF)، در پاسخ هشدار داد که این اقدام ممکن است او را به اعلام دولت رقیب خود در خارطوم یا یکی دیگر از شهرهای تحت کنترل خود وادارد. تحلیلگران نگرانی‌هایی را در مورد احتمال وقوع شکافی پایدار، مشابه آنچه در لیبی در جریان جنگ‌های داخلی آن کشور رخ داد، مطرح کرده‌اند. پورت سودان به‌عنوان پایتخت دفاکتو سودان توصیف شده است.

## اقتصاد

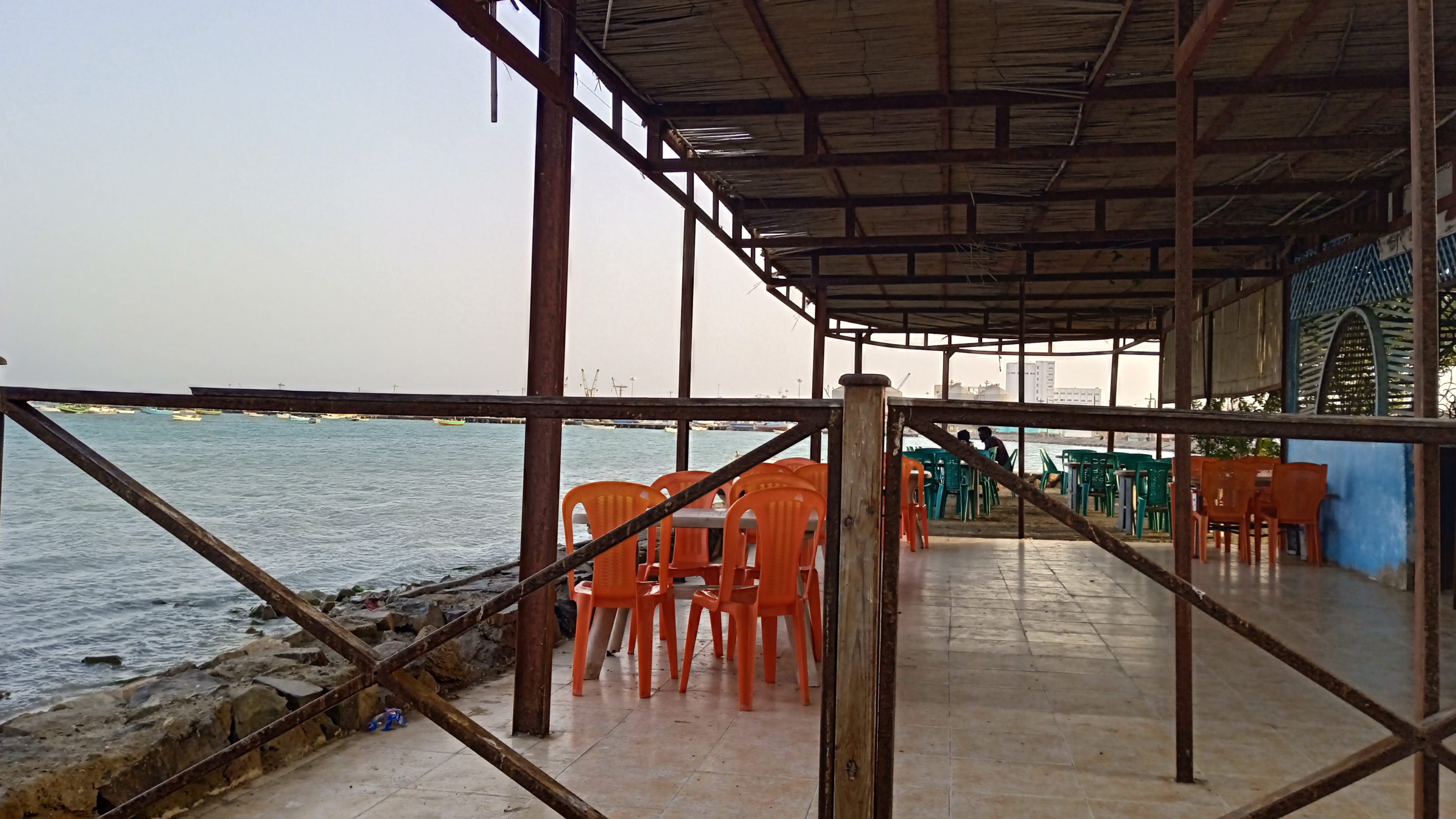
رستوران ماهی در پورت سودان

این شهر دارای یک پالایشگاه نفت است و ۹۰ درصد از تجارت بین‌المللی سودان را مدیریت می‌کند. صادرات عمده این شهر شامل روغن گیاهی، سنا و پوست و چرم حیوانات است. واردات شامل مواد ساختمانی، ماشین‌آلات سنگین و وسایل نقلیه می‌شود.

## ترابری
این شهر دارای یک درگاه بارگنجی مدرن برای مدیریت واردات و صادرات است. این بندر بخشی از جاده ابریشم دریایی قرن ۲۱ است که از سواحل چین از طریق کانال سوئز به مدیترانه و از آنجا به منطقه تریسته در آدریاتیک علیا با اتصال‌های ریلی به اروپای مرکزی و اروپای شرقی امتداد می‌یابد.